# FKアンディジャン
FKアンディジャン（英: FK Andijan）は、ウズベキスタンの都市アンディジャンを本拠地とするサッカークラブである。

## 概要
1964年に創設され、長らく3部に相当するソビエト連邦2部リーグに所属していた。1991年にソビエト連邦が崩壊してからは、新設されたウズベク・リーグに参加した。2部に降格した2005シーズン以外、毎シーズン1部でプレーしている。
主要タイトルの獲得はまだない。
1999シーズンは24ゴール、2002シーズンは22ゴールで、バフティヨル・ハミドゥライェフがウズベク・リーグ得点王になっている。

## チーム名の変遷
- 1964-1967 スパルタク・アンディジャン
- 1968 FKアンディジャン
- 1969-1985 アンディジャニェツ・アンディジャン
- 1986-1989 パフタコル・アンディジャン
- 1989-1990 スパルタク・アンディジャン
- 1991-1996 ナウルズ・アンディジャン
- 1997- FKアンディジャン

## タイトル

### 国内タイトル
なし

### 国際タイトル
なし